# Albumy numer jeden w roku 2009 (Węgry)
Rok 2009 był dwudziestym, w którym funkcjonowała lista najlepiej sprzedających się albumów na Węgrzech, Top 40 album- és válogatáslemez-lista.

## Historia notowania
| Data publikacji | Album                         | Wykonawca                                         | Źródło |
| --------------- | ----------------------------- | ------------------------------------------------- | ------ |
| 29 grudnia      | Mamma Mia!                    | muzyka filmowa                                    | [ 1 ]  |
| 5 stycznia      | Férfi és nő                   | Dés, Bereményi, Básti, Cserhalmi, Kulka i Udvaros | [ 2 ]  |
| 12 stycznia     | Valami Amerika 2.             | muzyka filmowa                                    | [ 3 ]  |
| 19 stycznia     | Mamma Mia!                    | muzyka filmowa                                    | [ 4 ]  |
| 26 stycznia     | Mamma Mia!                    | muzyka filmowa                                    | [ 5 ]  |
| 2 lutego        | Mamma Mia!                    | muzyka filmowa                                    | [ 6 ]  |
| 9 lutego        | Ő és Carmen                   | Eszter Horgas                                     | [ 7 ]  |
| 16 lutego       | Örökre szívembe zártalak      | Kiscsillag                                        | [ 8 ]  |
| 23 lutego       | No Line On The Horizon        | U2                                                | [ 9 ]  |
| 2 marca         | No Line On The Horizon        | U2                                                | [ 10 ] |
| 9 marca         | No Line On The Horizon        | U2                                                | [ 11 ] |
| 16 marca        | No Line On The Horizon        | U2                                                | [ 12 ] |
| 23 marca        | No Line On The Horizon        | U2                                                | [ 13 ] |
| 30 marca        | Oxygène: New Master Recording | Jean Michel Jarre                                 | [ 14 ] |
| 6 kwietnia      | Quiet Nights                  | Diana Krall                                       | [ 15 ] |
| 13 kwietnia     | Sounds of the Universe        | Depeche Mode                                      | [ 16 ] |
| 20 kwietnia     | Sounds of the Universe        | Depeche Mode                                      | [ 17 ] |
| 27 kwietnia     | Sounds of the Universe        | Depeche Mode                                      | [ 18 ] |
| 4 maja          | Szóljon a Lord                | Lord                                              | [ 19 ] |
| 11 maja         | Szóljon a Lord                | Lord                                              | [ 20 ] |
| 18 maja         | Szóljon a Lord                | Lord                                              | [ 21 ] |
| 25 maja         | Új világ vár!                 | Pál Feke                                          | [ 22 ] |
| 1 czerwca       | Új világ vár!                 | Pál Feke                                          | [ 23 ] |
| 8 czerwca       | 999                           | Magna Cum Laude                                   | [ 24 ] |
| 15 czerwca      | 999                           | Magna Cum Laude                                   | [ 25 ] |
| 22 czerwca      | 999                           | Magna Cum Laude                                   | [ 26 ] |
| 29 czerwca      | Black Clouds & Silver Linings | Dream Theater                                     | [ 27 ] |
| 6 lipca         | Thriller 25                   | Michael Jackson                                   | [ 28 ] |
| 13 lipca        | Szép nyári nap                | musical                                           | [ 29 ] |
| 20 lipca        | Szép nyári nap                | musical                                           | [ 30 ] |
| 27 lipca        | Szép nyári nap                | musical                                           | [ 31 ] |
| 3 sierpnia      | The Essential Michael Jackson | Michael Jackson                                   | [ 32 ] |
| 10 sierpnia     | The Essential Michael Jackson | Michael Jackson                                   | [ 33 ] |
| 17 sierpnia     | Szép nyári nap                | musical                                           | [ 34 ] |
| 24 sierpnia     | Szebb jövőt                   | Kárpátia                                          | [ 35 ] |
| 31 sierpnia     | Greatest Hits                 | Leonard Cohen                                     | [ 36 ] |
| 7 września      | Egyszer az életben            | Ossian                                            | [ 37 ] |
| 14 września     | Időtörés                      | Karthago                                          | [ 38 ] |
| 21 września     | Időtörés                      | Karthago                                          | [ 39 ] |
| 28 września     | 40+                           | Ákos                                              | [ 40 ] |
| 5 października  | Nincs más föld, nincs más ég  | Hungarica                                         | [ 41 ] |
| 12 października | Minden jót                    | Tankcsapda                                        | [ 42 ] |
| 19 października | Minden jót                    | Tankcsapda                                        | [ 43 ] |
| 26 października | This Is It                    | Michael Jackson                                   | [ 44 ] |
| 2 listopada     | This Is It                    | Michael Jackson                                   | [ 45 ] |
| 9 listopada     | This Is It                    | Michael Jackson                                   | [ 46 ] |
| 16 listopada    | Duett Karácsony               | Zoltán Bereczki i Dóra Szinetár                   | [ 47 ] |
| 23 listopada    | Duett Karácsony               | Zoltán Bereczki i Dóra Szinetár                   | [ 48 ] |
| 30 listopada    | Duett Karácsony               | Zoltán Bereczki i Dóra Szinetár                   | [ 49 ] |
| 7 grudnia       | Duett Karácsony               | Zoltán Bereczki i Dóra Szinetár                   | [ 50 ] |
| 14 grudnia      | My Christmas                  | Andrea Bocelli                                    | [ 51 ] |
| 21 grudnia      | Duett Karácsony               | Zoltán Bereczki i Dóra Szinetár                   | [ 52 ] |
| 28 grudnia      | A királyok hegedűse           | Zoltán Mága                                       | [ 53 ] |